# Franz Bi
Franz Bi, eigentlich Bartlakowski (* 2. April 1899 in Charlottenburg bei Berlin als Franz Paul Hermann Bartlakowski; † 25. Dezember 1968 in Rothenburg ob der Tauber) war ein deutscher Architekt, Stadtbaumeister und Filmarchitekt.

## Leben und Wirken
Der Dekorationsmalersohn Franz Bartlakowski – den Künstlernamen „Bi“ setzte er aus dem ersten und dem letzten Buchstaben seines Nachnamens zusammen – hatte eine Ausbildung zum Ingenieur und Kunstmaler erhalten und studierte außerdem Architektur und Szenenbild an den Vereinigten Staatsschulen seiner Heimatstadt Charlottenburg. Anschließend arbeitete er beim Hoch- und Innenbau.
Von 1930 bis 1932 war Franz Bi als Bühnenbildner in Berlin tätig, im April 1939 wurde er als zweiter Architekt zum Film geholt. Seit 1940 wirkte Bi als Chefarchitekt für die Filmproduktionsfirma Tobis, später designte er auch für andere Produktionsfirmen Filmkulissen. Neben einer Unzahl von leichtgewichtigen Unterhaltungsstoffen war Bi auch an der Ausstattung von zwei Propagandafilmen der Regisseure Hans Bertram (Kampfgeschwader Lützow) und Erich Engels (Die goldene Spinne) beteiligt. Nach dem Krieg arbeitete Bi vornehmlich mit den Kollegen Botho Höfer und, ab 1953, Bruno Monden zusammen, bis er sich 1960 vom Kinofilm zurückzog. Im Anschluss daran war er noch drei Jahre lang für das Fernsehen aktiv.
Als Franz Bartlakowski hatte sich Bi nach 1945 in der Funktion eines Stadtbaumeisters auch um den Wiederaufbau der im Zweiten Weltkrieg schwer zerstörten, mittelalterlichen Stadt Rothenburg ob der Tauber, seinem Altersruhesitz, verdient gemacht.

## Filmografie (Auswahl)
- 1940: Das himmelblaue Abendkleid
- 1940: Kampfgeschwader Lützow
- 1941: Die Nacht in Venedig
- 1942: Der Fall Rainer
- 1942: Wenn der junge Wein blüht
- 1943: Geliebter Schatz
- 1943: Die goldene Spinne
- 1944: Ein Mann wie Maximilian
- 1944: Seinerzeit zu meiner Zeit
- 1944/48: Im Tempel der Venus
- 1944/49: Dreimal Komödie
- 1948: Du bist nicht allein
- 1950: Fünf unter Verdacht
- 1950: Der Mann, der zweimal leben wollte
- 1950: Vom Teufel gejagt
- 1951: Die Tat des Anderen
- 1951: Fanfaren der Liebe
- 1952: Ich heiße Niki
- 1952: Die große Versuchung
- 1952: Haus des Lebens
- 1953: Ein Herz spielt falsch
- 1953: Arlette erobert Paris
- 1953: Straßenserenade
- 1953: Ich und du
- 1954: Ewiger Walzer
- 1954: Hoheit lassen bitten
- 1954: Eine Frau von heute
- 1955: Roman einer Siebzehnjährigen
- 1955: André und Ursula
- 1955: San Salvatore
- 1956: Die ganze Welt singt nur Amore
- 1957: Vater, unser bestes Stück
- 1957: Ein Stück vom Himmel
- 1957: Ein Amerikaner in Salzburg
- 1958: Wir Wunderkinder
- 1958: Unruhige Nacht
- 1959: Menschen im Netz
- 1959: Ich und die Kuh (La vache et le prisonnier)
- 1959: Ein Sommer, den man nie vergißt
- 1960: Conny und Peter machen Musik
- 1960: Die zornigen jungen Männer
- 1960: Brücke des Schicksals
- 1960: Agatha, laß das Morden sein!
- 1961: Der Fall Winslow (TV)
- 1961: Lockende Tiefe (TV)
- 1963: Kleider machen Leute (TV)
- 1963: Geliebt in Rom (TV)
- 1963: Teufelskreise (TV)